# Igor Kollár
Igor Kollár (né le 26 juin 1965 à Žiar nad Hronom) est un athlète slovaque spécialiste de la marche athlétique. Il représente la Tchécoslovaquie jusqu'à la dissolution de cette dernière, notamment lors des Jeux olympiques de 1992. Il participe également aux Jeux olympiques de 1996 et 2000 sous les couleurs slovaques, mais abandonne en 1996 avant la fin de l'épreuve.

## Biographie

### Palmarès
| Date | Compétition              | Lieu      | Résultat | Épreuve | Performance     |
| ---- | ------------------------ | --------- | -------- | ------- | --------------- |
| 1991 | Championnats du monde    | Tokyo     | 13e      | 20 km   | 1 h 21 min 44 s |
| 1992 | Jeux olympiques d'été    | Barcelone | 19e      | 20 km   | 1 h 29 min 38 s |
| 1993 | Coupe du monde de marche | Monterrey | 9e       | 20 km   | 1 h 26 min 00 s |
| 1993 | Championnats du monde    | Stuttgart | 8e       | 20 km   | 1 h 24 min 23 s |
| 1994 | Championnats d'Europe    | Helsinki  | 7e       | 20 km   | 1 h 22 min 23 s |
| 1995 | Coupe du monde de marche | Pékin     | 19e      | 20 km   | 1 h 23 min 37 s |
| 1995 | Championnats du monde    | Göteborg  | 8e       | 20 km   | 1 h 22 min 30 s |
| 1997 | Championnats du monde    | Athènes   | 13e      | 20 km   | 1 h 24 min 37 s |
| 1998 | Championnats d'Europe    | Budapest  | 15e      | 20 km   | 1 h 26 min 43 s |
| 1999 | Championnats du monde    | Séville   | 6e       | 20 km   | 1 h 25 min 15 s |
| 2000 | Jeux olympiques d'été    | Sydney    | 31e      | 20 km   | 1 h 26 min 31 s |

### Records
| Épreuve      | Performance     | Lieu             | Date        |
| ------------ | --------------- | ---------------- | ----------- |
| 20 km marche | 1 h 20 min 05 s | Eisenhüttenstadt | 14 mai 1995 |
| 50 km marche | 3 h 55 min 43 s | Mézidon-Canon    | 2 mai 1999  |